# بالأسفل (فلم)
بالأسفل (بالإنجليزية: Below) هو فيلم رعب أمريكي من إخراج ديفيد توهي وتأليف دارين أرنوفسكي ومن بطولة بروس جرينود، أوليفيا ويليامز، ماثيو ديفيس، هولت مكالاني، سكوت فولي، زاك غاليفياناكيس، جيسون فليمينغ وديكستر فليتشر، صدر الفيلم في 11 أكتوبر 2002.

## روابط خارجية
- مقالات تستعمل روابط فنية بلا صلة مع ويكي بيانات

لا توجد روابط لمواقع التواصل الاجتماعي.